# Edwin Arnold
Sir Edwin Arnold (ur. 10 czerwca 1832, zm. 24 marca 1904) – angielski poeta i dziennikarz.

## Historia

### Lata młodości
Arnold urodził się w Gravesend, hrabstwie Kent, był synem sędziego Sussex. Jest ojcem powieściopisarza Edwina Lester Arnolda. Ukończył King’s School w Rochester; King’s College w Londynie; i University College w Oxfordzie. Został dyrektorem w King Edward's School w Birmingham i w 1856 roku wyjechał do Indii jako szef Government Sanskrit College w Poona, stanowisko to obejmował w czasie powstania w 1857 roku, został wówczas publicznie uhonorowany przez Lorda Elphinstone w konsulacie w Bobmaju, za pomoc jaką niósł w czasie rebelii. Właśnie tutaj nabrał zapału i zebrał materiały do swojej przyszłej pracy. Po powrocie do Anglii w roku 1861 pracował w zawodzie dziennikarza w zespole The Daily Telegraph, w dzienniku, z którym związał się jako wydawca na 40 następnych lat. Arnold, w imieniu właścicieli The Daily Telegraph i we współpracy z the New York Herald, zorganizował wyprawę M. Stanleya do Afryki w celu zbadania biegu rzeki Kongo. Stanley nazwał później jedną z gór na północnym wschodzie: Albert Edward Nyanza.

### Lata dorosłości
Arnoldowi jako pierwszemu przypisuje się również pomysł budowy kolei opinającej cały kontynent afrykański, ponieważ to on pierwszy wypowiedział hasło „Kolej od Przylądka do Kairu” popularyzowane później przez Cecila Rhodesa. Jednakże dla współczesnych mu ludzi znany był jako poeta. Jego literackim celem stały się tłumaczenia na język angielski opisów stylu życia i filozofii Wschodu. Jego największym dziełem na tym polu jest „The Light of Asia”, który został przetłumaczony na wiele języków tj. np. hindu (przetłum. przez Acharya Ram Chandra Shukla). Dzieło to zostało wydane w 1879 i już wtedy odniosło wielki sukces, będąc wielokrotnie wydawane w Anglii i USA, choć jego trwała pozycja w literaturze nie jest do końca taka pewna. Jest to indyjska epopeja, opowiadająca historię życia oraz nauki Buddy. Uczeni orientaliści utrzymywali, że przedstawia on błędne zdanie na temat buddyjskiej doktryny oraz sugeruje analogię pomiędzy Buddą Sakyamunim a Jezusem, co obraziło paru pobożnych chrześcijan. To drugie stanowisko najprawdopodobniej pokierowało Arnolda ku idei napisania kolejnego poematu narracyjnego, w którym centralną postacią miał być Jezus – założyciel chrześcijaństwa, tak jak w pierwszym poemacie główną postacią był założyciel buddyzmu. „The Light of the World” (1891) jednak nie powtórzył on sukcesu „The Light of the Asia”. Innymi dziełami poetyckimi Arnolda były m.in.: Indian Song of Songs 1875, Pearls of the Faith 1883, The Song Celestial 1885, With Sadi in the Garden 1888, Tiphar's Wife 1892 i Adzuma lub, The Japanese Wife 1893.

### Lata starości
W późniejszym wieku Albert przebywał jakiś czas w Japonii - jego trzecią żoną była Japonka. Studia nad japońskim stylem życia przedstawił Arnold w Seas and Lands (1891) oraz Japonica (1892). W 1877 roku został uhonorowany najwyższym państwowym orderem Cesarstwa Indyjskiego (CSI) z okazji proklamowania Królowej Wiktorii na Cesarzową Indii, a w 1888 przyznano mu tytuł Kawalera Orderu Cesarstwa Indyjskiego (CIE). Posiadał również odznaczenia, które otrzymał od władców takich krajów jak: Japonia, Persja, Turcja i Syjam.